# Rudolph Wilde
Rudolph Wilde, född 26 maj 1857 i Deutsch Krone, död 1 november 1910 i Schöneberg, var en tysk kommunalpolitiker. Wilde var 1898-1910 borgmästare i Schöneberg sedan orten fått stadsrättigheter. Under sin tid som borgmästare initierade han bland annat Schönebergs tunnelbana (idag linje U4 i Berlins tunnelbana) 1908-1910, stadsparken som idag bär hans namn Rudolph-Wilde-Park och byggandet av det nya rådhuset, Rathaus Schöneberg. Under hans tid som borgmästare byggdes även Bayerisches Viertel.
Till hans efterträdare utsågs Alexander Dominicus.

## Källa
Den här artikeln är helt eller delvis baserad på material från tyskspråkiga Wikipedia, Rudolph Wilde, tidigare version.